# Auguste Hovius
Auguste Hovius, né le 1er août 1816 à Saint-Malo (Ille-et-Vilaine) et mort le 18 mars 1896 à Arras (Pas-de-Calais), est un armateur et homme politique français, député d'Ille-et -Vilaine (1878-1889) et maire de Saint-Malo.

## Biographie
Auguste Jean Hovius est le fils aîné de Louis Hovius, ancien député et maire de Saint-Malo, et de Flore-Clémentine Thomas des Essarts (1793-1875). Auguste Hovius est armateur, président du tribunal de commerce et président de la chambre de commerce de Saint-Malo en 1875.
Candidat républicain à la députation, il échoue en 1876 et 1877. L'invalidation de son adversaire lui permet de devenir député le 7 mars 1878 il le reste pendant trois législatures consécutives jusqu'au 11 novembre 1889. Il devient également maire de Saint-Malo de 1878 à 1882 et conseiller général de 1877 jusqu'à sa mort. Il ne se représente pas comme député en 1889. Il est « vénérable » pendant 16 ans de la loge maçonnique « la Bienfaisante » et consul honoraire des Pays-Bas.
Il a épousé Elisabeth Marie Fontan (1822-1914) et ils eurent deux filles, Elisabeth Augustine Clémentine Marie Hovius (1844-1906) qui épousa Francois "Gustave" Ramet (1838-1923), notaire à Paris et Henriette Jeanne Hovius (1845-1925), qui épousa à Saint-Malo en 1865 le zoologiste Léon Vaillant (1834-1914).
Auguste Hovius est enterré en 1896 à Arras où il était venu assister au baptême de son arrière petit fils Henry. Elisabeth sa femme s'y installa et est enterrée à ses cotés en 1914.

## Distinctions
- Officier de la Légion d'honneur (24 juin 1893)[1]

## Sources
- « Auguste Hovius », dans le Dictionnaire des parlementaires français (1889-1940), sous la direction de Jean Jolly, PUF, 1960 [détail de l’édition].
- Bernard Lebeau, Une dynastie d'imprimeurs et de maires: les Hovius, publié par la Société d'Archéologie d'Ille-et-Vilaine, tome LXXXVIII.
- « Auguste Hovius », dans Adolphe Robert et Gaston Cougny, Dictionnaire des parlementaires français, Edgar Bourloton, 1889-1891 [détail de l’édition]